# Nationalparker i Baltikum
Detta är en lista över nationalparker i Baltikum. I de tre baltiska länderna Estland, Lettland och Litauen finns det sammanlagt 15 nationalparker.

## Estland

Lahemaa nationalpark är Estlands äldsta och största.

De sex nationalparkerna i Estland har en sammanlagd areal på cirka 2412 km², vilket täcker ungefär 5,33 % av landets yta (45 226 km²).
| Namn                   | Yta (km²) | Grundad år | Källa |
| ---------------------- | --------- | ---------- | ----- |
| Alutaguse nationalpark | 450       | 2018       | [ 1 ] |
| Karula nationalpark    | 123       | 1993       | [ 2 ] |
| Lahemaa nationalpark   | 725       | 1971       | [ 3 ] |
| Matsalu nationalpark   | 486       | 2004       | [ 4 ] |
| Soomaa nationalpark    | 390       | 1993       | [ 5 ] |
| Vilsandi nationalpark  | 238       | 1993       | [ 6 ] |

## Lettland

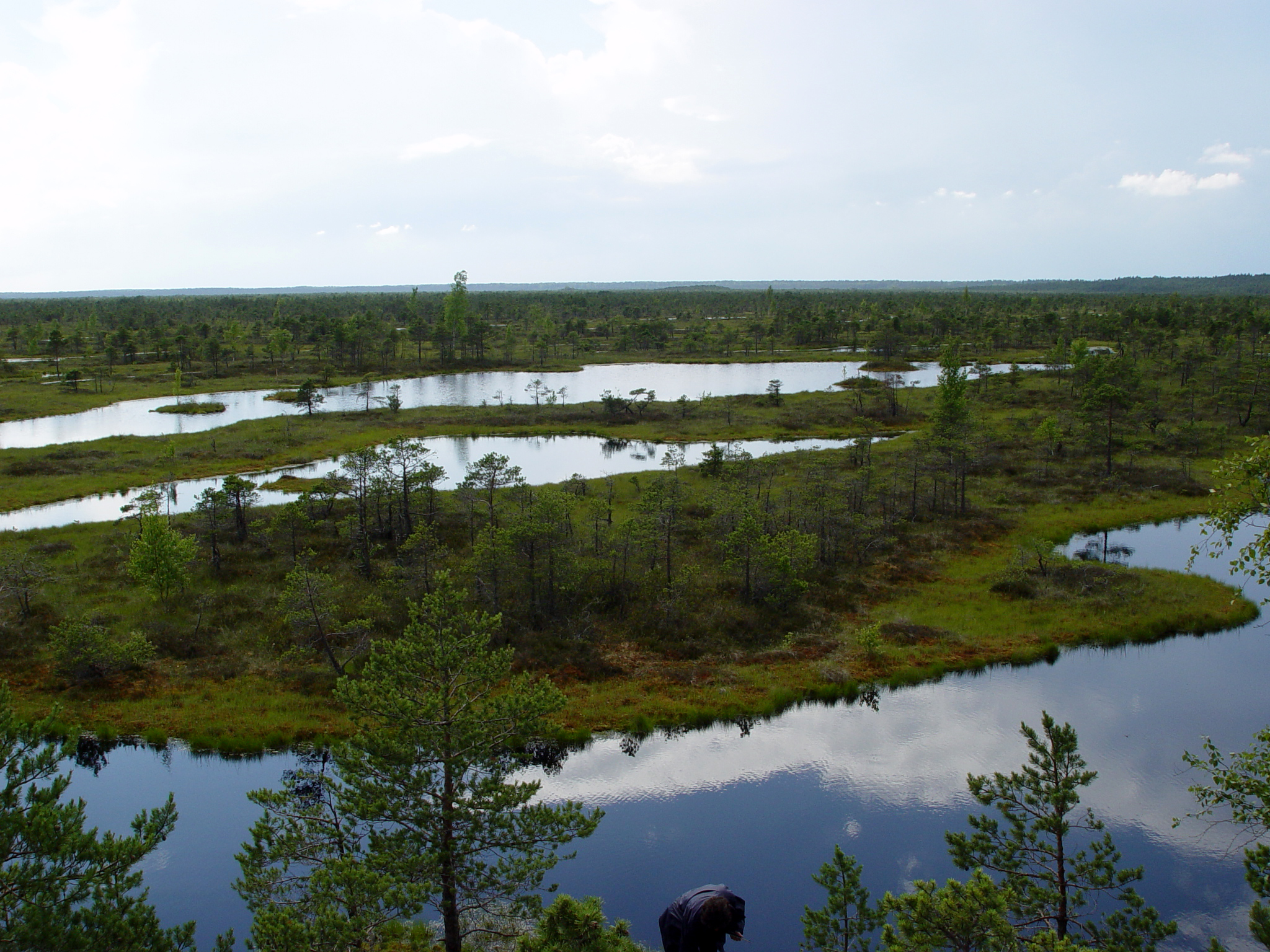
Kärrlandskap i Ķemeri nationalpark.

De fyra nationalparkerna i Lettland har en sammanlagd areal på cirka 2160 km², vilket täcker ungefär 3,3 % av landets yta (64 589 km²).
| Namn                 | Yta (km²) | Grundad år | Källa  |
| -------------------- | --------- | ---------- | ------ |
| Gauja nationalpark   | 917       | 1973       | [ 7 ]  |
| Ķemeri nationalpark  | 382       | 1997       | [ 8 ]  |
| Rāzna nationalpark   | 596       | 2007       | [ 9 ]  |
| Slītere nationalpark | 265       | 2000       | [ 10 ] |

## Litauen

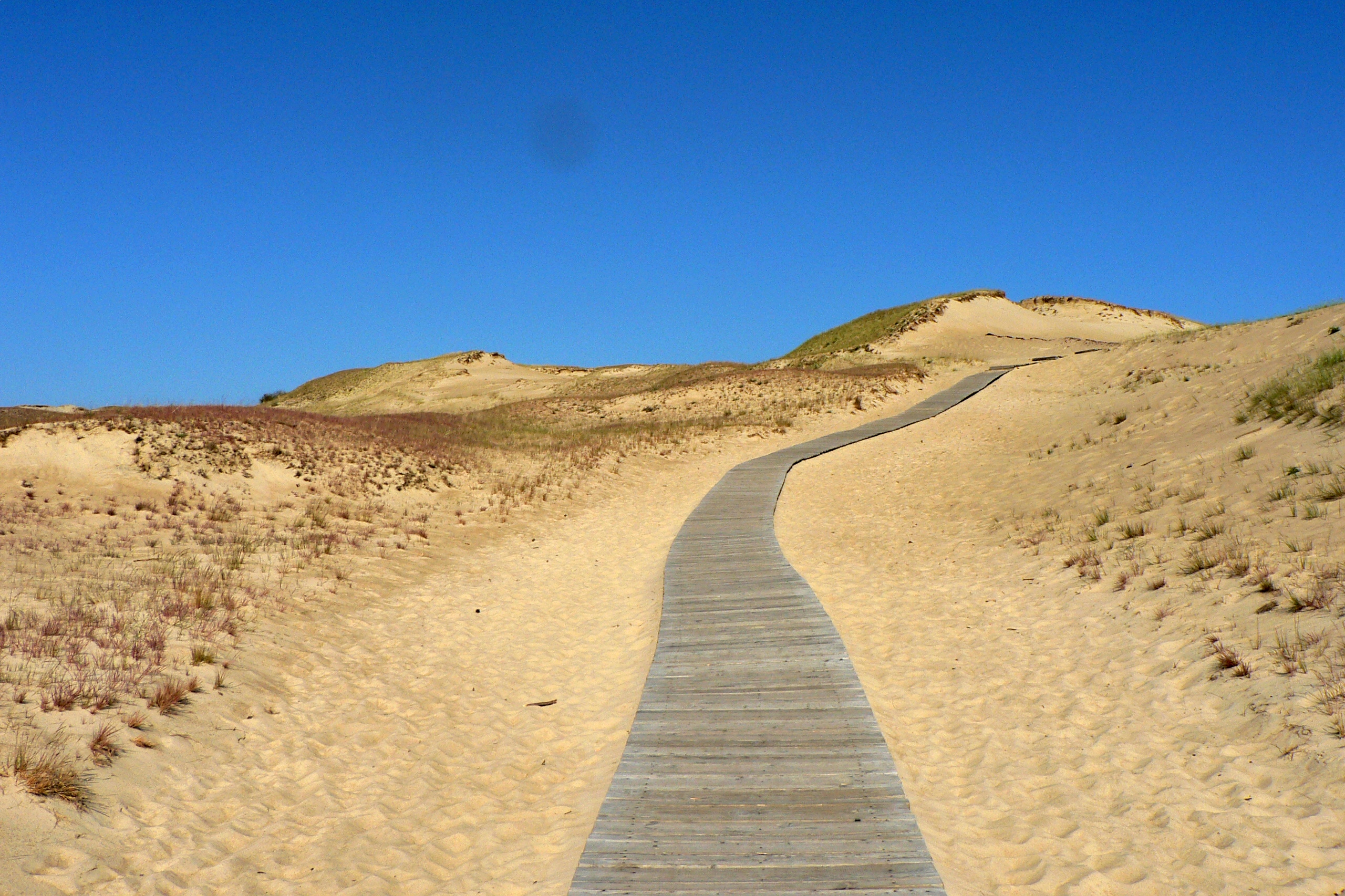
Sanddyner i Kuriska näsets nationalpark.

De fem nationalparkerna i Litauen har en sammanlagd areal på cirka 1531 km², vilket täcker ungefär 2,3 % av landets yta (65 303 km²).
| Namn                            | Yta (km²) | Grundad år | Källa  |
| ------------------------------- | --------- | ---------- | ------ |
| Aukštaitija nationalpark        | 406       | 1974       | [ 11 ] |
| Dzūkija nationalpark            | 560       | 1991       | [ 12 ] |
| Kuriska näsets nationalpark     | 265       | 1991       | [ 13 ] |
| Trakais historiska nationalpark | 82        | 1991       | [ 14 ] |
| Žemaitija nationalpark          | 218       | 1991       | [ 15 ] |